# Liste der Nummer-eins-Hits in den britischen Charts (2009)
Dies ist eine Liste der Nummer-eins-Hits in den britischen Charts im Jahr 2009. Sie basiert auf den Official Singles Chart Top 100 und den Albums Chart Top 100, die von der Official Charts Company ermittelt werden. Es gab in diesem Jahr 33 Nummer-eins-Singles und 31 Nummer-eins-Alben.

## Singles
| ← 2008 ← | Liste der Nummer-eins-Hits in den britischen Charts | Liste der Nummer-eins-Hits in den britischen Charts      | Liste der Nummer-eins-Hits in den britischen Charts | 2010 → |
| \| Zeitraum \| Wo. ges. \| Interpret \| Titel Autor(en) \| Zusätzliche Informationen \| \| (Zeitraum, Wochen auf Platz eins, Interpret, Titel, Autor[en], zusätzliche Informationen) \| \| \| \| \| \| ----------------------------------------------------------------------------------------- \| -------- \| -------------------------------------------------------- \| --------------------------------------------------------------------------------------------------------------------------------------------------------------------------------------------------------------- \| ------------------------------------------------------------------------------------------------------------------------------------------------------------------------------------------------------------------------------------------------------------ \| \| 21. Dezember 2008 – 10. Januar 2009 3 Wochen \| 3 \| Alexandra Burke \| Hallelujah Leonard Cohen \| – \| \| 11. Januar 2009 – 31. Januar 2009 3 Wochen \| 3 \| Lady Gaga feat. Colby O’Donis \| Just Dance Stefani Germanotta, Nadir Khayat, Aliaune Thiam \| – \| \| 1. Februar 2009 – 28. Februar 2009 4 Wochen \| 4 \| Lily Allen \| The Fear Gregory Allen Kurstin, Lily Rose Beatrice Allen \| – \| \| 1. März 2009 – 7. März 2009 1 Woche \| 1 \| Kelly Clarkson \| My Life Would Suck Without You Max Martin, Lukasz Gottwald, Claude Kelly \| – \| \| 8. März 2009 – 14. März 2009 1 Woche \| 1 \| Flo Rida feat. Kesha \| Right Round Philip Martin Lawrence II, Lukasz Gottwald, Tramar Dillard, Justin Scott Franks, Allan Peter Grigg, Peter Jozzepi Burns, Stephen Coy, Timothy John Lever, Michael David Percy, Peter Gene Hernandez \| – \| \| 15. März 2009 – 21. März 2009 1 Woche \| 1 \| Vanessa Jenkins & Bryn West feat. Tom Jones & Robin Gibb \| (Barry) Islands in the Stream Barry Alan Gibb, Maurice Ernest Gibb, Robin Hugh Gibb \| – \| \| 22. März 2009 – 11. April 2009 3 Wochen \| 3 \| Lady Gaga \| Poker Face Stefani Germanotta, Nadir Khayat \| – \| \| 12. April 2009 – 25. April 2009 2 Wochen \| 2 \| Calvin Harris \| I’m Not Alone Calvin Harris \| – \| \| 26. April 2009 – 16. Mai 2009 3 Wochen \| 3 \| Tinchy Stryder feat. N-Dubz \| Number 1 Fraser Lance Thorneycroft-Smith, Kwasi Esono Danquah, Costadinos Contostavlos, Tula Paulinea Contostavlos, Richard Rawson \| – \| \| 17. Mai 2009 – 23. Mai 2009 1 Woche (insgesamt 2) \| 2 \| The Black Eyed Peas \| Boom Boom Pow William Adams, Allan Apll Pineda, Jaime Gomez, Stacy Ferguson \| – \| \| 24. Mai 2009 – 6. Juni 2009 2 Wochen \| 2 \| Dizzee Rascal & Armand Van Helden \| Bonkers Dylan Kwabena Mills, Armand Van Helden \| – \| \| 7. Juni 2009 – 13. Juni 2009 1 Woche (insgesamt 2) \| 2 \| The Black Eyed Peas \| Boom Boom Pow William Adams, Allan Apll Pineda, Jaime Gomez, Stacy Ferguson \| – \| \| 14. Juni 2009 – 20. Juni 2009 1 Woche \| 1 \| Pixie Lott \| Mama Do (Uh Oh, Uh Oh) Mads Louis Hauge, Phil Thornalley \| – \| \| 21. Juni 2009 – 27. Juni 2009 1 Woche \| 1 \| David Guetta feat. Kelly Rowland \| When Love Takes Over Musik: Pierre David Guetta, Frederic Jean Riesterer; Text: Miriam Nervo, Olivia Nervo, Kelendria Trene Rowland \| – \| \| 28. Juni 2009 – 4. Juli 2009 1 Woche \| 1 \| La Roux \| Bulletproof Eleanor Jackson, Ben Langmaid \| – \| \| 5. Juli 2009 – 18. Juli 2009 2 Wochen \| 2 \| Cascada feat. Carlprit \| Evacuate the Dancefloor Yann Peifer, Manuel Reuter, Allan Eshuijs \| – \| \| 19. Juli 2009 – 1. August 2009 2 Wochen \| 2 \| JLS \| Beat Again Wayne Anthony Hector, Steven McCutcheon \| – \| \| 2. August 2009 – 8. August 2009 1 Woche (insgesamt 2) \| 2 \| The Black Eyed Peas \| I Gotta Feeling Pierre David Guetta, Frederic Jean Riesterer, William Adams, Allan Apll Pineda, Jaime Gomez, Stacy Ferguson \| – \| \| 9. August 2009 – 15. August 2009 1 Woche \| 1 \| Tinchy Stryder feat. Amelle \| Never Leave You Fraser Lance Thorneycroft-Smith, Kwasi Esono Danqua, Taio Cruz \| – \| \| 16. August 2009 – 22. August 2009 1 Woche (insgesamt 2) \| 2 \| The Black Eyed Peas \| I Gotta Feeling Pierre David Guetta, Frederic Jean Riesterer, William Adams, Allan Apll Pineda, Jaime Gomez, Stacy Ferguson \| – \| \| 23. August 2009 – 29. August 2009 1 Woche \| 1 \| David Guetta feat. Akon \| Sexy Bitch Pierre David Guetta, Jean-claude Sindres, Aliaune Thiam, Sandy Julien Wilhelm, Giorgio H. Tuinfort \| – \| \| 30. August 2009 – 5. September 2009 1 Woche \| 1 \| Dizzee Rascal \| Holiday Dylan Kwabena Mills, Nicholas Andrew Detnon, Calvin Harris \| – \| \| 6. September 2009 – 12. September 2009 1 Woche \| 1 \| Jay-Z feat. Rihanna & Kanye West \| Run This Town Shawn C. Carter, Kanye Omari West, Robyn Fenty, Jeffrey Nath Bhasker, Ernest Wilson, Athanassios Alatas \| – \| \| 13. September 2009 – 19. September 2009 1 Woche \| 1 \| Pixie Lott \| Boys and Girls Mads Louis Hauge, Phil Thornalley, Victoria Louise Lott \| – \| \| 20. September 2009 – 10. Oktober 2009 3 Wochen \| 3 \| Taio Cruz \| Break Your Heart Fraser Lance Thorneycroft-Smith, Christopher Brian Bridges, Taio Cruz \| – \| \| 11. Oktober 2009 – 17. Oktober 2009 1 Woche \| 1 \| Chipmunk \| Oopsy Daisy Jahmaal Noel Fyffe, Kyle James Abrahams, Peter Ighile, Talay Riley, Loick Mark Essien \| – \| \| 18. Oktober 2009 – 24. Oktober 2009 1 Woche \| 1 \| Alexandra Burke feat. Flo Rida \| Bad Boys Alex James, Larry Summerville Jr., Melvin Watson, Lauren K. Evans, James Ryan Busbee, Tramar Dillard \| – \| \| 25. Oktober 2009 – 7. November 2009 2 Wochen \| 2 \| Cheryl Cole \| Fight for This Love Wayne Andrew Wilkins, Steve Kipner, Andre Darrell Merritt \| – \| \| 8. November 2009 – 14. November 2009 1 Woche \| 1 \| JLS \| Everybody in Love Jonathan Reuven Rotem, Wayne Anthony Hector, David L. Doman \| – \| \| 15. November 2009 – 21. November 2009 1 Woche \| 1 \| The Black Eyed Peas \| Meet Me Halfway Sylvia Gordon, William Adams, Jean Baptiste Kouamé, Stacy Ferguson, Jaime Gomez, Keith Harris, Allan Apll Pineda, Printz Board, Karen Lee Orzolek, Nicholas Joseph Zinner, Brian Chase \| – \| \| 22. November 2009 – 28. November 2009 1 Woche \| 1 \| X Factor Finalists 2009 \| You Are Not Alone Eddy Van Passel, Danny Van Passel, Robert S. Kelly \| – \| \| 29. November 2009 – 12. Dezember 2009 2 Wochen \| 2 \| Peter Kay’s Animated All Star Band \| The Official BBC Children in Need Medley \| – \| \| 13. Dezember 2009 – 19. Dezember 2009 1 Woche (insgesamt 2) \| 2 \| Lady Gaga \| Bad Romance Nadir Khayat, Stefani Germanotta \| – \| \| 20. Dezember 2009 – 26. Dezember 2009 1 Woche \| 1 \| Rage Against the Machine \| Killing in the Name Zacarías Manuel de la Rocha, Timothy Commerford, Tom Morello, Brad J. Wilk \| Um zu verhindern, dass der X-Factor-Sieger wie in den Jahren zuvor die begehrte Weihnachts-Nummer-eins wird, gab es einen Internetaufruf, dieses Lied zu kaufen. Obwohl es noch mehrfach versucht wurde, blieb es die einzige erfolgreiche Weihnachtsaktion. \| \| 27. Dezember 2009 – 2. Januar 2010 1 Woche \| 1 \| Joe McElderry \| The Climb Jessica Leigh Alexander, Jon Clifton Mabe \| Der X-Factor-Sieger 2009 schaffte es doch noch auf Platz 1, in diesem Jahr aber erst in der zweiten Woche nach der Finalshow. \| |                                                     |                                                          | | |
| ← 2008 |                                                     |                                                          | | → 2010 → |
| Zeitraum | Wo. ges.                                            | Interpret                                                | Titel Autor(en) | Zusätzliche Informationen |
| (Zeitraum, Wochen auf Platz eins, Interpret, Titel, Autor[en], zusätzliche Informationen) |                                                     |                                                          | | |
| 21. Dezember 2008 – 10. Januar 2009 3 Wochen | 3                                                   | Alexandra Burke                                          | Hallelujah Leonard Cohen | – |
| 11. Januar 2009 – 31. Januar 2009 3 Wochen | 3                                                   | Lady Gaga feat. Colby O’Donis                            | Just Dance Stefani Germanotta, Nadir Khayat, Aliaune Thiam | – |
| 1. Februar 2009 – 28. Februar 2009 4 Wochen | 4                                                   | Lily Allen                                               | The Fear Gregory Allen Kurstin, Lily Rose Beatrice Allen | – |
| 1. März 2009 – 7. März 2009 1 Woche | 1                                                   | Kelly Clarkson                                           | My Life Would Suck Without You Max Martin, Lukasz Gottwald, Claude Kelly | – |
| 8. März 2009 – 14. März 2009 1 Woche | 1                                                   | Flo Rida feat. Kesha                                     | Right Round Philip Martin Lawrence II, Lukasz Gottwald, Tramar Dillard, Justin Scott Franks, Allan Peter Grigg, Peter Jozzepi Burns, Stephen Coy, Timothy John Lever, Michael David Percy, Peter Gene Hernandez | – |
| 15. März 2009 – 21. März 2009 1 Woche | 1                                                   | Vanessa Jenkins & Bryn West feat. Tom Jones & Robin Gibb | (Barry) Islands in the Stream Barry Alan Gibb, Maurice Ernest Gibb, Robin Hugh Gibb | – |
| 22. März 2009 – 11. April 2009 3 Wochen | 3                                                   | Lady Gaga                                                | Poker Face Stefani Germanotta, Nadir Khayat | – |
| 12. April 2009 – 25. April 2009 2 Wochen | 2                                                   | Calvin Harris                                            | I’m Not Alone Calvin Harris | – |
| 26. April 2009 – 16. Mai 2009 3 Wochen | 3                                                   | Tinchy Stryder feat. N-Dubz                              | Number 1 Fraser Lance Thorneycroft-Smith, Kwasi Esono Danquah, Costadinos Contostavlos, Tula Paulinea Contostavlos, Richard Rawson                                                                              | – |
| 17. Mai 2009 – 23. Mai 2009 1 Woche (insgesamt 2) | 2                                                   | The Black Eyed Peas                                      | Boom Boom Pow William Adams, Allan Apll Pineda, Jaime Gomez, Stacy Ferguson | – |
| 24. Mai 2009 – 6. Juni 2009 2 Wochen | 2                                                   | Dizzee Rascal & Armand Van Helden                        | Bonkers Dylan Kwabena Mills, Armand Van Helden | – |
| 7. Juni 2009 – 13. Juni 2009 1 Woche (insgesamt 2) | 2                                                   | The Black Eyed Peas                                      | Boom Boom Pow William Adams, Allan Apll Pineda, Jaime Gomez, Stacy Ferguson | – |
| 14. Juni 2009 – 20. Juni 2009 1 Woche | 1                                                   | Pixie Lott                                               | Mama Do (Uh Oh, Uh Oh) Mads Louis Hauge, Phil Thornalley | – |
| 21. Juni 2009 – 27. Juni 2009 1 Woche | 1                                                   | David Guetta feat. Kelly Rowland                         | When Love Takes Over Musik: Pierre David Guetta, Frederic Jean Riesterer; Text: Miriam Nervo, Olivia Nervo, Kelendria Trene Rowland                                                                             | – |
| 28. Juni 2009 – 4. Juli 2009 1 Woche | 1                                                   | La Roux                                                  | Bulletproof Eleanor Jackson, Ben Langmaid | – |
| 5. Juli 2009 – 18. Juli 2009 2 Wochen | 2                                                   | Cascada feat. Carlprit                                   | Evacuate the Dancefloor Yann Peifer, Manuel Reuter, Allan Eshuijs | – |
| 19. Juli 2009 – 1. August 2009 2 Wochen | 2                                                   | JLS                                                      | Beat Again Wayne Anthony Hector, Steven McCutcheon | – |
| 2. August 2009 – 8. August 2009 1 Woche (insgesamt 2) | 2                                                   | The Black Eyed Peas                                      | I Gotta Feeling Pierre David Guetta, Frederic Jean Riesterer, William Adams, Allan Apll Pineda, Jaime Gomez, Stacy Ferguson                                                                                     | – |
| 9. August 2009 – 15. August 2009 1 Woche | 1                                                   | Tinchy Stryder feat. Amelle                              | Never Leave You Fraser Lance Thorneycroft-Smith, Kwasi Esono Danqua, Taio Cruz | – |
| 16. August 2009 – 22. August 2009 1 Woche (insgesamt 2) | 2                                                   | The Black Eyed Peas                                      | I Gotta Feeling Pierre David Guetta, Frederic Jean Riesterer, William Adams, Allan Apll Pineda, Jaime Gomez, Stacy Ferguson                                                                                     | – |
| 23. August 2009 – 29. August 2009 1 Woche | 1                                                   | David Guetta feat. Akon                                  | Sexy Bitch Pierre David Guetta, Jean-claude Sindres, Aliaune Thiam, Sandy Julien Wilhelm, Giorgio H. Tuinfort                                                                                                   | – |
| 30. August 2009 – 5. September 2009 1 Woche | 1                                                   | Dizzee Rascal                                            | Holiday Dylan Kwabena Mills, Nicholas Andrew Detnon, Calvin Harris | – |
| 6. September 2009 – 12. September 2009 1 Woche | 1                                                   | Jay-Z feat. Rihanna & Kanye West                         | Run This Town Shawn C. Carter, Kanye Omari West, Robyn Fenty, Jeffrey Nath Bhasker, Ernest Wilson, Athanassios Alatas                                                                                           | – |
| 13. September 2009 – 19. September 2009 1 Woche | 1                                                   | Pixie Lott                                               | Boys and Girls Mads Louis Hauge, Phil Thornalley, Victoria Louise Lott | – |
| 20. September 2009 – 10. Oktober 2009 3 Wochen | 3                                                   | Taio Cruz                                                | Break Your Heart Fraser Lance Thorneycroft-Smith, Christopher Brian Bridges, Taio Cruz | – |
| 11. Oktober 2009 – 17. Oktober 2009 1 Woche | 1                                                   | Chipmunk                                                 | Oopsy Daisy Jahmaal Noel Fyffe, Kyle James Abrahams, Peter Ighile, Talay Riley, Loick Mark Essien | – |
| 18. Oktober 2009 – 24. Oktober 2009 1 Woche | 1                                                   | Alexandra Burke feat. Flo Rida                           | Bad Boys Alex James, Larry Summerville Jr., Melvin Watson, Lauren K. Evans, James Ryan Busbee, Tramar Dillard                                                                                                   | – |
| 25. Oktober 2009 – 7. November 2009 2 Wochen | 2                                                   | Cheryl Cole                                              | Fight for This Love Wayne Andrew Wilkins, Steve Kipner, Andre Darrell Merritt | – |
| 8. November 2009 – 14. November 2009 1 Woche | 1                                                   | JLS                                                      | Everybody in Love Jonathan Reuven Rotem, Wayne Anthony Hector, David L. Doman | – |
| 15. November 2009 – 21. November 2009 1 Woche | 1                                                   | The Black Eyed Peas                                      | Meet Me Halfway Sylvia Gordon, William Adams, Jean Baptiste Kouamé, Stacy Ferguson, Jaime Gomez, Keith Harris, Allan Apll Pineda, Printz Board, Karen Lee Orzolek, Nicholas Joseph Zinner, Brian Chase          | – |
| 22. November 2009 – 28. November 2009 1 Woche | 1                                                   | X Factor Finalists 2009                                  | You Are Not Alone Eddy Van Passel, Danny Van Passel, Robert S. Kelly | – |
| 29. November 2009 – 12. Dezember 2009 2 Wochen | 2                                                   | Peter Kay’s Animated All Star Band                       | The Official BBC Children in Need Medley | – |
| 13. Dezember 2009 – 19. Dezember 2009 1 Woche (insgesamt 2) | 2                                                   | Lady Gaga                                                | Bad Romance Nadir Khayat, Stefani Germanotta | – |
| 20. Dezember 2009 – 26. Dezember 2009 1 Woche | 1                                                   | Rage Against the Machine                                 | Killing in the Name Zacarías Manuel de la Rocha, Timothy Commerford, Tom Morello, Brad J. Wilk | Um zu verhindern, dass der X-Factor-Sieger wie in den Jahren zuvor die begehrte Weihnachts-Nummer-eins wird, gab es einen Internetaufruf, dieses Lied zu kaufen. Obwohl es noch mehrfach versucht wurde, blieb es die einzige erfolgreiche Weihnachtsaktion. |
| 27. Dezember 2009 – 2. Januar 2010 1 Woche | 1                                                   | Joe McElderry                                            | The Climb Jessica Leigh Alexander, Jon Clifton Mabe | Der X-Factor-Sieger 2009 schaffte es doch noch auf Platz 1, in diesem Jahr aber erst in der zweiten Woche nach der Finalshow. |

## Alben
| ← 2008 ← | Liste der Nummer-eins-Hits in den britischen Charts | Liste der Nummer-eins-Hits in den britischen Charts | Liste der Nummer-eins-Hits in den britischen Charts | 2010 →                    |
| \| Zeitraum \| Wo. ges. \| Interpret \| Titel \| Zusätzliche Informationen \| \| (Zeitraum, Wochen auf Platz eins, Interpret, Titel, zusätzliche Informationen) \| \| \| \| \| \| ------------------------------------------------------------------------------ \| -------- \| ----------------- \| ----------------------------------- \| ------------------------- \| \| 7. Dezember 2008 – 10. Januar 2009 5 Wochen \| 5 \| Take That \| The Circus \| – \| \| 11. Januar 2009 – 17. Januar 2009 1 Woche (insgesamt 4) \| 4 \| Kings of Leon \| Only by the Night \| – \| \| 18. Januar 2009 – 24. Januar 2009 1 Woche (insgesamt 3) \| 3 \| The Script \| The Script \| – \| \| 25. Januar 2009 – 31. Januar 2009 1 Woche \| 1 \| White Lies \| To Lose My Life \| – \| \| 1. Februar 2009 – 14. Februar 2009 2 Wochen \| 2 \| Bruce Springsteen \| Working on a Dream \| – \| \| 15. Februar 2009 – 21. Februar 2009 1 Woche \| 1 \| Lily Allen \| It’s Not Me, It’s You \| – \| \| 22. Februar 2009 – 28. Februar 2009 1 Woche (insgesamt 4) \| 4 \| Kings of Leon \| Only by the Night \| – \| \| 1. März 2009 – 7. März 2009 1 Woche \| 1 \| The Prodigy \| Invaders Must Die \| – \| \| 8. März 2009 – 21. März 2009 2 Wochen \| 2 \| U2 \| No Line on the Horizon \| – \| \| 22. März 2009 – 4. April 2009 2 Wochen \| 2 \| Ronan Keating \| Songs for My Mother \| – \| \| 5. April 2009 – 2. Mai 2009 4 Wochen (insgesamt 7) \| 7 \| Lady Gaga \| The Fame \| – \| \| 3. Mai 2009 – 16. Mai 2009 2 Wochen \| 2 \| Bob Dylan \| Together Through Life \| – \| \| 17. Mai 2009 – 23. Mai 2009 1 Woche \| 1 \| Green Day \| 21st Century Breakdown \| – \| \| 24. Mai 2009 – 6. Juni 2009 2 Wochen \| 2 \| Eminem \| Relapse \| – \| \| 7. Juni 2009 – 13. Juni 2009 1 Woche (insgesamt 4) \| 4 \| Paolo Nutini \| Sunny Side Up \| – \| \| 14. Juni 2009 – 27. Juni 2009 2 Wochen \| 2 \| Kasabian \| West Ryder Pauper Lunatic Asylum \| – \| \| 28. Juni 2009 – 4. Juli 2009 1 Woche (insgesamt 2) \| 2 \| Michael Jackson \| Number Ones \| – \| \| 5. Juli 2009 – 22. August 2009 7 Wochen \| 7 \| Michael Jackson \| The Essential \| – \| \| 23. August 2009 – 29. August 2009 1 Woche \| 1 \| Calvin Harris \| Ready for the Weekend \| – \| \| 30. August 2009 – 12. September 2009 2 Wochen \| 2 \| Arctic Monkeys \| Humbug \| – \| \| 13. September 2009 – 19. September 2009 1 Woche \| 1 \| Vera Lynn \| We’ll Meet Again – The Very Best Of \| – \| \| 20. September 2009 – 26. September 2009 1 Woche \| 1 \| Muse \| The Resistance \| – \| \| 27. September 2009 – 3. Oktober 2009 1 Woche \| 1 \| Madonna \| Celebration \| – \| \| 4. Oktober 2009 – 10. Oktober 2009 1 Woche \| 1 \| Paramore \| Brand New Eyes \| – \| \| 11. Oktober 2009 – 17. Oktober 2009 1 Woche \| 1 \| Barbra Streisand \| Love Is the Answer \| – \| \| 18. Oktober 2009 – 24. Oktober 2009 1 Woche \| 1 \| Editors \| In This Light and on This Evening \| – \| \| 25. Oktober 2009 – 31. Oktober 2009 1 Woche \| 1 \| Alexandra Burke \| Overcome \| – \| \| 1. November 2009 – 14. November 2009 2 Wochen \| 2 \| Cheryl Cole \| 3 Words \| – \| \| 15. November 2009 – 21. November 2009 1 Woche \| 1 \| JLS \| JLS \| – \| \| 22. November 2009 – 28. November 2009 1 Woche \| 1 \| Leona Lewis \| Echo \| – \| \| 29. November 2009 – 26. Dezember 2009 4 Wochen \| 4 \| Susan Boyle \| I Dreamed a Dream \| – \| \| 27. Dezember 2009 – 2. Januar 2010 1 Woche \| 1 \| Michael Bublé \| Crazy Love \| – \| |                                                     |                                                     |                                                     |                           |
| ← 2008 |                                                     |                                                     |                                                     | → 2010 →                  |
| Zeitraum | Wo. ges.                                            | Interpret                                           | Titel                                               | Zusätzliche Informationen |
| (Zeitraum, Wochen auf Platz eins, Interpret, Titel, zusätzliche Informationen) |                                                     |                                                     |                                                     |                           |
| 7. Dezember 2008 – 10. Januar 2009 5 Wochen | 5                                                   | Take That                                           | The Circus                                          | –                         |
| 11. Januar 2009 – 17. Januar 2009 1 Woche (insgesamt 4) | 4                                                   | Kings of Leon                                       | Only by the Night                                   | –                         |
| 18. Januar 2009 – 24. Januar 2009 1 Woche (insgesamt 3) | 3                                                   | The Script                                          | The Script                                          | –                         |
| 25. Januar 2009 – 31. Januar 2009 1 Woche | 1                                                   | White Lies                                          | To Lose My Life                                     | –                         |
| 1. Februar 2009 – 14. Februar 2009 2 Wochen | 2                                                   | Bruce Springsteen                                   | Working on a Dream                                  | –                         |
| 15. Februar 2009 – 21. Februar 2009 1 Woche | 1                                                   | Lily Allen                                          | It’s Not Me, It’s You                               | –                         |
| 22. Februar 2009 – 28. Februar 2009 1 Woche (insgesamt 4) | 4                                                   | Kings of Leon                                       | Only by the Night                                   | –                         |
| 1. März 2009 – 7. März 2009 1 Woche | 1                                                   | The Prodigy                                         | Invaders Must Die                                   | –                         |
| 8. März 2009 – 21. März 2009 2 Wochen | 2                                                   | U2                                                  | No Line on the Horizon                              | –                         |
| 22. März 2009 – 4. April 2009 2 Wochen | 2                                                   | Ronan Keating                                       | Songs for My Mother                                 | –                         |
| 5. April 2009 – 2. Mai 2009 4 Wochen (insgesamt 7) | 7                                                   | Lady Gaga                                           | The Fame                                            | –                         |
| 3. Mai 2009 – 16. Mai 2009 2 Wochen | 2                                                   | Bob Dylan                                           | Together Through Life                               | –                         |
| 17. Mai 2009 – 23. Mai 2009 1 Woche | 1                                                   | Green Day                                           | 21st Century Breakdown                              | –                         |
| 24. Mai 2009 – 6. Juni 2009 2 Wochen | 2                                                   | Eminem                                              | Relapse                                             | –                         |
| 7. Juni 2009 – 13. Juni 2009 1 Woche (insgesamt 4) | 4                                                   | Paolo Nutini                                        | Sunny Side Up                                       | –                         |
| 14. Juni 2009 – 27. Juni 2009 2 Wochen | 2                                                   | Kasabian                                            | West Ryder Pauper Lunatic Asylum                    | –                         |
| 28. Juni 2009 – 4. Juli 2009 1 Woche (insgesamt 2) | 2                                                   | Michael Jackson                                     | Number Ones                                         | –                         |
| 5. Juli 2009 – 22. August 2009 7 Wochen | 7                                                   | Michael Jackson                                     | The Essential                                       | –                         |
| 23. August 2009 – 29. August 2009 1 Woche | 1                                                   | Calvin Harris                                       | Ready for the Weekend                               | –                         |
| 30. August 2009 – 12. September 2009 2 Wochen | 2                                                   | Arctic Monkeys                                      | Humbug                                              | –                         |
| 13. September 2009 – 19. September 2009 1 Woche | 1                                                   | Vera Lynn                                           | We’ll Meet Again – The Very Best Of                 | –                         |
| 20. September 2009 – 26. September 2009 1 Woche | 1                                                   | Muse                                                | The Resistance                                      | –                         |
| 27. September 2009 – 3. Oktober 2009 1 Woche | 1                                                   | Madonna                                             | Celebration                                         | –                         |
| 4. Oktober 2009 – 10. Oktober 2009 1 Woche | 1                                                   | Paramore                                            | Brand New Eyes                                      | –                         |
| 11. Oktober 2009 – 17. Oktober 2009 1 Woche | 1                                                   | Barbra Streisand                                    | Love Is the Answer                                  | –                         |
| 18. Oktober 2009 – 24. Oktober 2009 1 Woche | 1                                                   | Editors                                             | In This Light and on This Evening                   | –                         |
| 25. Oktober 2009 – 31. Oktober 2009 1 Woche | 1                                                   | Alexandra Burke                                     | Overcome                                            | –                         |
| 1. November 2009 – 14. November 2009 2 Wochen | 2                                                   | Cheryl Cole                                         | 3 Words                                             | –                         |
| 15. November 2009 – 21. November 2009 1 Woche | 1                                                   | JLS                                                 | JLS                                                 | –                         |
| 22. November 2009 – 28. November 2009 1 Woche | 1                                                   | Leona Lewis                                         | Echo                                                | –                         |
| 29. November 2009 – 26. Dezember 2009 4 Wochen | 4                                                   | Susan Boyle                                         | I Dreamed a Dream                                   | –                         |
| 27. Dezember 2009 – 2. Januar 2010 1 Woche | 1                                                   | Michael Bublé                                       | Crazy Love                                          | –                         |

Die Angaben basieren auf den offiziellen Verkaufshitparaden der Official UK Charts Company für das Vereinigte Königreich. Die Datumsangaben beziehen sich auf das Gültigkeitsdatum der Charts, also jeweils die auf die Verkaufswoche folgende Woche.

## Jahreshitparaden
| ← 2008 ← | Liste der Nummer-eins-Hits in den britischen Charts | Liste der Nummer-eins-Hits in den britischen Charts | Liste der Nummer-eins-Hits in den britischen Charts | 2010 →   |
| \| Singles \| Position# \| Alben \| \| ---------------------------------------------------------------------------------------------------------------------------------------------------------------------------------------------------------------------- \| --------- \| --------------------------------------------- \| \| Poker Face Lady Gaga Stefani Germanotta, Nadir Khayat \| 1 \| I Dreamed a Dream Susan Boyle \| \| I Gotta Feeling Black Eyed Peas Pierre David Guetta, Frederic Jean Riesterer, William Adams, Allan Apll Pineda, Jaime Gomez, Stacy Ferguson \| 2 \| The Fame Lady Gaga \| \| Just Dance Lady Gaga feat. Colby O’Donis Stefani Germanotta, Nadir Khayat, Aliaune Thiam \| 3 \| Crazy Love Michael Bublé \| \| Fight for This Love Cheryl Cole Wayne Andrew Wilkins, Steve Kipner, Andre Darrell Merritt \| 4 \| The E.N.D. Black Eyed Peas \| \| The Climb Joe McElderry Jessica Leigh Alexander, Jon Clifton Mabe \| 5 \| Only by the Night Kings of Leon \| \| In for the Kill La Roux Eleanor Jackson, Ben Langmaid \| 6 \| JLS \| \| Boom Boom Pow Black Eyed Peas William Adams, Allan Apll Pineda, Jaime Gomez, Stacy Ferguson \| 7 \| I Am … Sasha Fierce Beyoncé \| \| Killing in the Name Rage Against the Machine Zacarías Manuel de la Rocha, Timothy Commerford, Tom Morello, Brad J. Wilk \| 8 \| Sunny Side Up Paolo Nutini \| \| Bad Boys Alexandra Burke feat. Flo Rida Alex James, Larry Summerville Jr., Melvin Watson, Lauren K. Evans, James Ryan Busbee, Tramar Dillard \| 9 \| It’s Not Me, It’s You Lily Allen \| \| Meet Me Halfway Black Eyed Peas Sylvia Gordon, William Adams, Jean Baptiste Kouamé, Stacy Ferguson, Jaime Gomez, Keith Harris, Allan Apll Pineda, Printz Board, Karen Lee Orzolek, Nicholas Joseph Zinner, Brian Chase \| 10 \| Reality Killed the Video Star Robbie Williams \| |                                                     |                                                     |                                                     |          |
| ← 2008 |                                                     |                                                     |                                                     | → 2010 → |
| Singles | Position#                                           | Alben                                               |                                                     |          |
| Poker Face Lady Gaga Stefani Germanotta, Nadir Khayat | 1                                                   | I Dreamed a Dream Susan Boyle                       |                                                     |          |
| I Gotta Feeling Black Eyed Peas Pierre David Guetta, Frederic Jean Riesterer, William Adams, Allan Apll Pineda, Jaime Gomez, Stacy Ferguson | 2                                                   | The Fame Lady Gaga                                  |                                                     |          |
| Just Dance Lady Gaga feat. Colby O’Donis Stefani Germanotta, Nadir Khayat, Aliaune Thiam | 3                                                   | Crazy Love Michael Bublé                            |                                                     |          |
| Fight for This Love Cheryl Cole Wayne Andrew Wilkins, Steve Kipner, Andre Darrell Merritt | 4                                                   | The E.N.D. Black Eyed Peas                          |                                                     |          |
| The Climb Joe McElderry Jessica Leigh Alexander, Jon Clifton Mabe | 5                                                   | Only by the Night Kings of Leon                     |                                                     |          |
| In for the Kill La Roux Eleanor Jackson, Ben Langmaid | 6                                                   | JLS                                                 |                                                     |          |
| Boom Boom Pow Black Eyed Peas William Adams, Allan Apll Pineda, Jaime Gomez, Stacy Ferguson | 7                                                   | I Am … Sasha Fierce Beyoncé                         |                                                     |          |
| Killing in the Name Rage Against the Machine Zacarías Manuel de la Rocha, Timothy Commerford, Tom Morello, Brad J. Wilk | 8                                                   | Sunny Side Up Paolo Nutini                          |                                                     |          |
| Bad Boys Alexandra Burke feat. Flo Rida Alex James, Larry Summerville Jr., Melvin Watson, Lauren K. Evans, James Ryan Busbee, Tramar Dillard | 9                                                   | It’s Not Me, It’s You Lily Allen                    |                                                     |          |
| Meet Me Halfway Black Eyed Peas Sylvia Gordon, William Adams, Jean Baptiste Kouamé, Stacy Ferguson, Jaime Gomez, Keith Harris, Allan Apll Pineda, Printz Board, Karen Lee Orzolek, Nicholas Joseph Zinner, Brian Chase | 10                                                  | Reality Killed the Video Star Robbie Williams       |                                                     |          |